# Френчко Віктор Васильович
Віктор Васильович Френчко (нар. 6 серпня 1949 року, село Підзамочок Бучацького району Тернопільської області — пом. 13 вересня 2019 року, м. Кропивницький) — український скульптор, член Національної Спілки художників України.

## Життєпис
1964 року закінчив Бучацьку дитячу художню школу. У 1964–1967 роках навчався на скульптурному відділенні Київської державної художньої школи імені Т. Г. Шевченка, після закінчення якої поступив на скульптурний факультет Київського державного художнього інституту в майстерню народного художника СРСР, академіка Академії мистецтв СРСР М. Г. Лисенка (1906—1972). Віктор Френчко став останнім 106-м учнем Михайла Лисенка, який навчався у Леонори Блох, яка студіювала у французького скульптора кінця ХІХ — початку XX століття Огюста Родена.
Після закінчення з відзнакою інституту в 1973 році Віктор Френчко запрошений на роботу до Кіровоградського художньо-виробничого комбінату художнього фонду України. З того часу живе і працює в Кіровограді, де створив велику кількість робіт у різних жанрах, скульптурних композицій, бюстів, пам'ятників, пам'ятних знаків, меморіальних дощок.
Помер 13 вересня 2019 року. Похований на Почесній алеї Лелеківського кладовища у Кропивницькому.

## Творчість
Для Кіровоградського обласного товариства охорони пам'яток історії та культури в останні роки створив близько 30 меморіальних дощок. Серед них: меморіальні дошки Арсенію Тарковському, Юлію Мейтусу, Семену Тютюшкіну, Миколі Смоленчуку, Наталії Ленгауер, М. Кошману, Анатолію Кравчуку, Віталію Ципіну, Валерію Дейнекіну, Генріху Нейгаузу, Каролю Шимановському, Євгену Маланюку, Валерію Гончаренку, Олександру Пушкіну, Юрію Луцкевичу, Самуїлу Вайсенбергу, літоб'єднанню «Степ», Борисові Вінтенку.
Віктор Френчко є також автором пам'ятників захисникам правопорядку, чорнобильцям, пам'ятнику козаку Головку — засновнику с. Головківка Олександрійського району, стели Надії Тобілевич-Тарковській, погруддя академіку Костянтину Скрябіну в Новомиргороді та інших творів.
Деякі роботи були створені Віктором Френчком у співавторстві з Аркадієм Мацієвським (1931—2006). Це — пам'ятники героям-Червонозорівцям та козаку — захиснику Вітчизни (козаку Сірку) у селі Торговиця Новоархангельського району. Спільна скульптурна композиція В. Френчка та А. Мацієвського «Юнак та дівчина» прикрашає стаціонарну експозицію Кіровоградського обласного художнього музею.

Учасник багатьох республіканських та обласних художніх виставок.

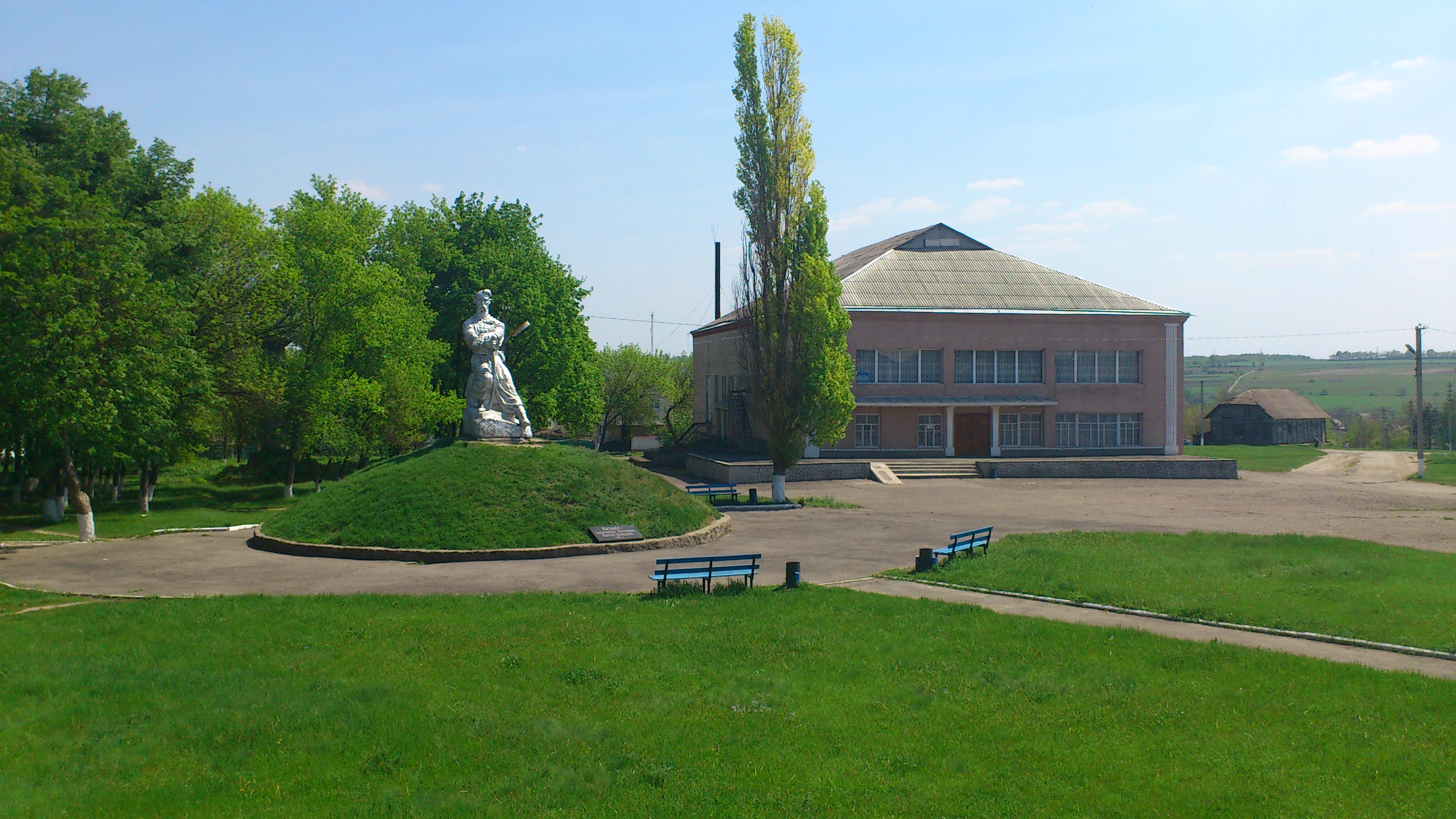
Пам'ятник "Козак — захисник Вітчизни" в Торговиці
Пам'ятний знак першому трамваю міста Єлисаветграда. (В співавторстві з А. Мацієвським)

## Премії
- лауреат Кіровоградської обласної премії ім. Юрія Яновського,
- лауреат Кіровоградської обласної премії імені Олександра Осмьоркіна.[3]
- лауреат Кропивницької міської художньої премії імені Бориса Вінтенка.[4]